# 대한민국 형법 제358조
대한민국 형법 제360조는 자격정지의 병과에 대한 형법각칙의 조문이다.

## 조문
제358조(자격정지의 병과) 전 3조의 죄에는 10년 이하의 자격정지를 병과할 수 있다.

第358條(資格停止의 倂科) 前3條의 罪에는 10年 以下의 資格停止를 倂科할 수 있다.

## 참고 문헌
- 김재윤(학원인), 손동권 저, 새로운 형법각론, 율곡출판사, 2013. ISBN 9788997428342

## 같이 보기
- 점유이탈물횡령죄
- 유실물법
- 자격정지